# Catarina Deremar
Catarina Deremar (1965) é uma política sueca. Desde 1 de janeiro de  2021 que ela serve como membro do Riksdag, representando o distrito eleitoral do condado de Uppsala. Ela tornou-se membro do Riksdag depois de Solveig Zander se ter aposentado.